# Fluid quàntic
Un fluid quàntic fa referència a qualsevol sistema que presenta efectes mecànics quàntics a nivell macroscòpic com ara superfluids, superconductors, àtoms ultrafreds, etc. Normalment, els fluids quàntics sorgeixen en situacions en què tant els efectes mecànics quàntics com els efectes estadístics quàntics són significatius.
La majoria de la matèria és sòlida o gasosa (a baixa densitat) prop del zero absolut. Tanmateix, per als casos de l'heli-4 i el seu isòtop heli-3, hi ha un rang de pressió on poden romandre líquids fins al zero absolut perquè l'amplitud de les fluctuacions quàntiques experimentades pels àtoms d'heli és més gran que les distàncies interatòmiques.
En el cas dels fluids quàntics sòlids, només una part dels seus electrons o protons es comporten com un "fluid". Un exemple destacat és el de la superconductivitat on les quasi-partícules formades per parells d'electrons i un fonó actuen com a bosons que després són capaços de col·lapsar-se a l'estat fonamental per establir un supercorrent amb una resistivitat propera a zero.

## Derivació
Els efectes de la mecànica quàntica esdevenen significatius per a la física en el rang de la longitud d'ona de De Broglie. Per a la matèria condensada, és quan la longitud d'ona de De Broglie d'una partícula és més gran que l'espai entre les partícules de la xarxa que comprèn la matèria. La longitud d'ona de De Broglie associada a una partícula massiva és
{\displaystyle \lambda ={\frac {h}{p}}}
on h és la constant de Planck. El moment es pot trobar a partir de la teoria cinètica dels gasos, on
{\displaystyle p=mv_{p}=m{\sqrt {2{\frac {k_{B}T}{m}}}}={\sqrt {2mk_{B}T}}}
Aquí, la temperatura es pot trobar com
{\displaystyle k_{B}T={\frac {p^{2}}{2m}}}
Per descomptat, podem substituir l'impuls aquí per l'impuls derivat de la longitud d'ona de De Broglie així:
{\displaystyle k_{B}T={\frac {h^{2}}{2m\lambda ^{2}}}}
Per tant, podem dir que els fluids quàntics es manifestaran a regions de temperatura aproximades on {\displaystyle \lambda >d}, on d és l'espaiat entre partícules (o espai entre partícules). Matemàticament, això es diu així:
{\displaystyle k_{B}T={\frac {h^{2}}{2m\lambda ^{2}}}<{\frac {h^{2}}{2md^{2}}}}
És fàcil veure com la definició anterior es relaciona amb la densitat de partícules, n. Podem escriure
{\displaystyle k_{B}T<{\frac {h^{2}}{2m}}n^{\frac {2}{3}}}
com {\displaystyle n={\frac {1}{d^{3}}}} per a una xarxa tridimensional
El límit de temperatura anterior {\displaystyle T} té un significat diferent segons les estadístiques quàntiques que segueix cada sistema, però generalment es refereix al punt en què el sistema manifesta les propietats del fluid quàntic. Per a un sistema de fermions, {\displaystyle T} és una estimació de l'energia de Fermi del sistema, on tenen lloc processos importants per a fenòmens com la superconductivitat. Per als bosons, {\displaystyle T} dóna una estimació de la temperatura de condensació de Bose-Einstein.